# Revista Brasileira de Entomologia
Revista Brasileira de Entomologia (skrót: Rev. Bras. entomol.) – brazylijskie, recenzowane czasopismo naukowe otwartego dostępu publikujące w dziedzinie entomologii.
Czasopismo to wydawane jest przez Sociedade Brasileira de Entomologia. Ukazuje się od 1954 roku. Wychodzi cztery razy do roku. Publikuje oryginalne prace badawcze dotyczące systematyki, bioróżnorodności i biologii ewolucyjnej owadów, a także recenzje książek, krótkie komunikaty i ogłoszenia.
W 2017 roku jego wskaźnik cytowań wynosił według Journal Citation Reports 0,880, a według Scimago Journal & Country Rank wyniósł 0,406 co dawało mu 70. miejsce wśród czasopism poświęconych naukom o owadach.